# Rotala tripartita
Rotala tripartita är en fackelblomsväxtart som beskrevs av P.L. Beesley. Rotala tripartita ingår i släktet Rotala och familjen fackelblomsväxter. Inga underarter finns listade i Catalogue of Life.